# Câmara Municipal do Porto
A Câmara Municipal do Porto é o órgão executivo colegial representativo do município do Porto, tendo por missão definir e executar políticas que promovam o desenvolvimento do concelho.
A Câmara Municipal do Porto é a segunda maior do país, sendo composta por 13 vereadores, representando diferentes forças políticas. Assume o cargo de Presidente da Câmara Municipal o primeiro candidato da lista mais votada em eleição autárquica ou, no caso de vacatura do cargo, o que se lhe seguir na respectiva lista.

## História
A primeira sede do poder autárquico, onde até ao final do século XVII ou XVIII se reuniam em assembleia os chamados homens-bons, ou os representantes dos 24 ofícios da cidade, foi a Antiga Casa da Câmara do Porto, ou Casa dos 24. Lá, a Câmara do Porto, conhecida como Paço da Rolaçom, fazia uso de uma casa-torre. Mais tarde, devido ao perigo de ruína, a câmara abandonou o edifício. Ainda assim, continuar-se-ia a reunir neste edifício em ocasiões especiais, como a procissão do Corpus Christi, até 1875, ano em que um incêndio a destruiu; esta antiga sede permaneceu então abandonada até ao fim do século XX.
Em 1614, de modo a registar todos os imóveis foreiros à vereação municipal, procedeu-se à inscrição da marca “F.A CÂMARA” em cada um deles.
Em 1819, a Câmara do Porto instalou-se na atual Praça da Liberdade, onde permaneceu até 1915, tendo o edifício sido demolido em 1916 para a abertura da Avenida dos Aliados.

## Edifício
A Câmara Municipal do Porto está sediada no edifício dos Paços do Concelho do Porto, localizado no município do Porto. Com origens num plano elaborado pelo arquitecto inglês Barry Parker com aprovação em 1916, o projecto viria a sofrer alterações pelo arquitecto Correia da Silva e apenas viu a sua construção iniciada em 1920; contudo, o projecto passou por alterações adicionais, e só em 1957 é que os serviços da câmara foram instalado neste novo edifício.
O edifício tem seis pisos, uma cave e dois pátios interiores. A torre central, com 70 metros de altura, ostenta um relógio de carrilhão. Foi o último monumento e palácio de granito a construir-se em Portugal. O seu interior tem tectos abobadados de estuque com acabamento artístico ao estilo romântico, uma escadaria principal, corredores e salas com estátuas e bustos, um salão nobre, entre outras divisões.
Anteriormente, o poder autárquico localizou-se na Casa dos 24, destruída em 1875. Depois, passou pelo Convento de São Lourenço dos Agostinhos Descalços, pela Casa Pia e depois para o Palacete da Praça das Hortas; posteriormente, foi utilizado o antigo Palácio dos Monteiro Moreira, então demolido. Este último era semelhante ao edifício da Câmara Municipal de Angra do Heroísmo.

## Vereação 2021–2025
A actual vereação portuense tomou posse em 20 de outubro 2021, com base nas eleições autárquicas de 26 de setembro desse ano. Segue-se a lista de cidadãos eleitos Vereadores da Câmara Municipal do Porto:
| Presidente da Câmara Municipal                 | Presidente da Câmara Municipal | Presidente da Câmara Municipal                                                                                                  | Presidente da Câmara Municipal | Presidente da Câmara Municipal              | Presidente da Câmara Municipal   |
| Nome                                           | Retrato                        | Pelouro(s) | Partido                        | Partido                                     | Período                          |
| ---------------------------------------------- | ------------------------------ | --- | ------------------------------ | ------------------------------------------- | -------------------------------- |
| Rui de Carvalho de Araújo Moreira              |                                | Presidente da Câmara Municipal Pelouro da Cultura, Conhecimento e Relações Internacionais e Pelouro dos Transportes             |                                | Independente "Rui Moreira - Aqui há Porto!" | 26 de outubro de 2021 – presente |
| Vereadores                                     |                                | |                                |                                             |                                  |
| Filipe Manuel Ventura Camões de Almeida Araújo |                                | Vice-Presidente da Câmara Municipal Pelouro do Ambiente e Transição Climática e Pelouro da Inovação e Transição Digital         |                                | Independente "Rui Moreira - Aqui há Porto!" | 26 de outubro de 2021 – presente |
| Ana Catarina da Rocha Araújo                   |                                | Pelouro da Saúde e Qualidade de Vida, Juventude e Desporto e Pelouro dos Recursos Humanos e Serviços Jurídicos e Proteção Civil |                                | Independente "Rui Moreira - Aqui há Porto!" | 26 de outubro de 2021 – presente |
| Ricardo Miguel Araújo Cardoso Valente          |                                | Pelouro das Finanças, Atividades Económicas e Fiscalização e Pelouro da Economia, Emprego e Empreendedorismo                    |                                | Independente "Rui Moreira - Aqui há Porto!" | 26 de outubro de 2021 – presente |
| Albino Pedro Pereira Baganha                   |                                | Pelouro do Urbanismo e Espaço Público e Pelouro da Habitação                                                                    |                                | Independente "Rui Moreira - Aqui há Porto!" | 26 de outubro de 2021 – presente |
| Fernando Paulo Ribeiro de Sousa                |                                | Pelouro da Educação e Pelouro da Coesão Social                                                                                  |                                | Independente "Rui Moreira - Aqui há Porto!" | 26 de outubro de 2021 – presente |
| Catarina Santos Cunha                          |                                | Pelouro do Turismo e da Internacionalização                                                                                     |                                | Independente                                | 26 de outubro de 2021 – presente |
| Tiago Barbosa Ribeiro                          |                                | — |                                | PS                                          | 26 de outubro de 2021 – presente |
| Maria do Rosário Gambôa Lopes de Carvalho      |                                | — |                                | PS                                          | 26 de outubro de 2021 – presente |
| Vladimiro Mota Cardoso Feliz                   |                                | — |                                | PPD/PSD                                     | 26 de outubro de 2021 – presente |
| Alberto Amaro Guedes Machado                   |                                | — |                                | PPD/PSD                                     | 26 de outubro de 2021 – presente |
| Maria Ilda da Costa Figueiredo                 |                                | — |                                | PCP-PEV                                     | 26 de outubro de 2021 – presente |
| Sérgio Augusto Leite Aires                     |                                | — |                                | B.E.                                        | 26 de outubro de 2021 – presente |